# Che ti dice la Patria?
Che ti dice la Patria? (stesso titolo in lingua originale) è un racconto che fa parte della raccolta I quarantanove racconti scritti tra il 1925 e il 1936 da Ernest Hemingway. Inizialmente si intitolava Italy - 1927 poi cambiò titolo quando venne incluso nella raccolta Men Without Women.
Il racconto parla del viaggio compiuto da due uomini in Liguria durante il periodo fascista. Durante il viaggio i due non hanno esperienze positive e traspare una forte critica all'Italia di quegli anni ed al fascismo. 10 giorni di brutto tempo, spiacevoli interazioni con i locali e cattivo cibo.